# Mudry CAP 10
Mudry CAP 10 je dvosedežno šolsko akrobatsko letalo francoskega proizvajalca Avions Mudry. CAP 10 je bil razvit iz Piel Super Emeraude. Prvič je poletel leta 1968, v proizvodnjo je vstopil leta 1970, proizvodnja je bila leta 2007 še vedno aktivna. Z več kot 300 zgrajenimi letali je CAP 10 eno izmed najbolj uspešnih akrobatskih letal. Okrog 200 jih še vedno leti po svetu. 
CAP je akronim za Constructions Aéronautiques Parisiennes. 

## Specifikacije (CAP 10B)
Podatki iz Jane's All The World's Aircraft 1988-89;  Taylor 1988, pp. 78—79
Splošne karakteristike
- Posadka: two, pilot and student
- Dolžina: 7,16 m (23 ft 6 in)
- Razpon kril: 8,06 m (26 ft 5¼ in)
- Višina: 2,55 m (8 ft 4½ in)
- Površina kril: 10,85 m² (116,8 sq ft)
- Aeroprofil: NACA 23012
- Teža praznega letala: 540 kg (1190 lb)
- Maks. vzletna teža: 830 kg (1829 lb)
- Pogon letala: 1 ×  4-valjni zračnohlajeni protibatni motor z direktnim vbrizgom goriva Lycoming AEIO-360-B2F, 180 KM (134 kW)

 Zmogljivost 
- Neprekoračljiva hitrost: 340 km/h (183 vozlov, 211 mph)
- Maks. hitrost: 270 km/h (146 vozlov, 168 mph) na nivoju morja
- Potovalna hitrost: 250 km/h (135 vozlov, 155 mph) (75% moč)
- Hitrost porušitve vzgona: 85 km/h (46 vozlov, 53 mph) (s spuščenimi zakrilci)
- Doseg: 1200 km (647 nmi, 745 milj)
- Višina leta: 5000 m (16400 ft)
- Hitrost vzpenjanja: Čez 6 m/s (1180 ft/min)
- G-obremenitve: +6; -4,5g